# 영세교
영세교(靈世敎 / 永世敎)는 최태민이 창시한 대한민국의 사이비 종교이다. 1970년대 초 불교·기독교·천도교를 종합하여 만들어졌으며, ‘나무자비 조화불’을 외우면서 본래의 신체를 회복하여 신이 되어야 한다고 주장하고 있다. 영생교로도 알려져 있으며, 조희성의 영생교(승리제단)와는 다른 종교이다.